# Дзєдзваріані
Дзєдзваріані (груз. ძეძვრიანი) — село в Грузії.
За даними перепису населення 2014 року в селі проживає 411 осіб.